# Suzuki GSR 750 / ABS
GSR 750 és un model de moto de tipus naked fabricada per l'empresa japonesa Suzuki que començà a comercialitzar-se a principis de 2011. El motor és el de la GSX-R 750 K5 (és a dir la del 2005). El sistema d'anti-bloqueig dels frens no va ser opcional fins al model de l'any 2012, des d'aquell any, en cada model ha sigut opcional el sistema de frens ABS.
"Lleugera com una 600 i potent com una 1000", aquest és l'argument que millor l'ha definit fins ara, però actualment la pèrdua de pes i la incrementació de potència de moltes motos "sport" agressives que hi ha actualment al mercat, han fet quasi obsolet aquest argument. Però tot i així no deixa de ser veritat que un motor tetracilíndric de 750cc aconsegueix ser una cosa a tenir en compte.
La GSR 750 a la ciutat és com un peix a l'aigua. Té un seient estret i baix, un motor suau que no ha d'anar revolucionat, uns retrovisors dissenyats per no xocar contra cap cotxe.
La GSR 750 a la carretera segueix sent una moto excel·lent, el puny de gas és exquisit, és suau i instantani, de manera que quan donem gas, la moto no triga gens a accelerar fent així que sigui una moto en la que convida a confiar en ella. La GSR tendeix a aixecar-se al frenar amb la moto tombada (com totes les motos) això provoca una certa desconfiança en entrar a una revolta la qual no sabem si és oberta o molt tancada. La frenada de la moto també és suau, ja que està equipada amb dos discs devanters de 310 mm amb pinces flotants de dos pistons i un disc posterior de 240 mm i pinça també flotant d'un pistó.